# Arthur Doodson
Arthur Thomas Doodson (* 31. März 1890 in Rochdale, Lancashire; † 10. Januar 1968 in Birkenhead) war ein britischer Ozeanograph, der sich mit der Theorie der Gezeiten befasste.

## Leben
Doodson, dessen Vater Manager einer Baumwollspinnerei war, studierte ab 1908 an der Universität Liverpool mit Abschlüssen in Chemie (1911) und Mathematik (1912). Danach war er in der Industrie mit der Berechnung der Beugung elektromagnetischer Wellen an einer Kugel bei Ferranti und im Ersten Weltkrieg mit ballistischen Rechnungen befasst, die auch später bei der Aufnahme in die Royal Society gewürdigt wurden und Aufnahme in die britischen Handbücher für Flak-Abwehr fanden.
1919 wurde er Mitarbeiter von Joseph Proudman in Liverpool, der mit ihm ein Forschungsinstitut für Gezeitenforschung aufbaute. Der Berechnung der Gezeiten widmete er seine Forscherkarriere. Er war Sekretär des Komitees der British Association for the Advancement of Science für Gezeiten und wurde unter Proudman stellvertretender Direktor des Tidal Institute in Liverpool, das 1929 mit dem Observatorium zusammengelegt wurde.
Er entwickelte eine praktische Methode der Gezeitenvorhersage basierend auf sechs Doodson-Argumenten, in die astronomische Parameter des Erde-Sonne-Mond-Systems einfließen, die in der Fourieranalyse der Gezeiten benutzt werden. Doodson entwickelte dazu die praktischen numerischen Verfahren. Seine Hauptarbeit zur Fourieranalyse des gezeitenerzeugenden Potentials (Tide generating potential, TGP) erschien 1921; diese baute auf den Untersuchungen von George Howard Darwin zum TGP auf, unterschied 388 verschiedene relevante Frequenzen und berücksichtigte die damals beste astronomische Theorie der Bahn des Mondes von Ernest William Brown.
Er war auch am Bau von mechanischen Computern für die Gezeitenvorhersage beteiligt, besonders der Doodson-Légé Tidal Machine. Ein erster solcher Computer, gebaut bei Kelvin, Bottomley und Baird in Glasgow, kam 1924 in das Institut. Neben astronomischen Daten untersuchte er auch Einflüsse von Wind – besonders nach einem sturmbedingten Themse-Hochwasser 1928, das er in offiziellem Auftrag untersuchte – und Gezeiten in Flussmündungen und Flachwässern, wofür er die ersten praktikablen Vorhersagen überhaupt schuf. Er war auch an praktischer ozeanographischer Arbeit beteiligt, überwachte den Bau eines Strömungsmessgerätes, das für die Untersuchung der Gezeitenströme in der Irischen See eingesetzt wurde und unternahm mit einem kleinen Forschungsschiff mit Proudman in den 1930er Jahren ozeanographische Messungen.
Doodson war Mitautor des Gezeiten-Handbuchs der britischen Admiralität und berechnete die Gezeiten für das günstigste Landungsdatum der Landung in der Normandie 1944; die Landung sollte bei Sonnenaufgang und Ebbe stattfinden. Nach dem Krieg wurde er Direktor des Tidal Institute in Liverpool. 1953 wurde er Vorsitzender des Permanent Service for Mean Sea Level (PSMSL). 1960 ging er in den Ruhestand.
Die Würdigung bei Aufnahme in die Royal Society 1933 nennt neben seiner Gezeitenforschung auch Arbeiten zur Ballistik, Statistik und für mathematische Tafeln. Er war Mitglied des Komitees der British Association für mathematische Tafeln und berechnete hierfür insbesondere Riccati-Bessel-Funktionen, damals (vor 1916) noch ohne Rechenmaschinen. Mit Statistik befasste er sich während des Ersten Weltkriegs ab 1916 als Assistent von Karl Pearson am University College London.
Er war ab 1933 Fellow der Royal Society und 1953 der Royal Society of Edinburgh. 1955 wurde er CBE.
Doodson war zweimal verheiratet und hatte einen Sohn und eine Tochter aus erster Ehe. Er verstarb 1968 im englischen Birkenhead im Alter von 77 Jahren und wurde in seinem Familiengrab bestattet.

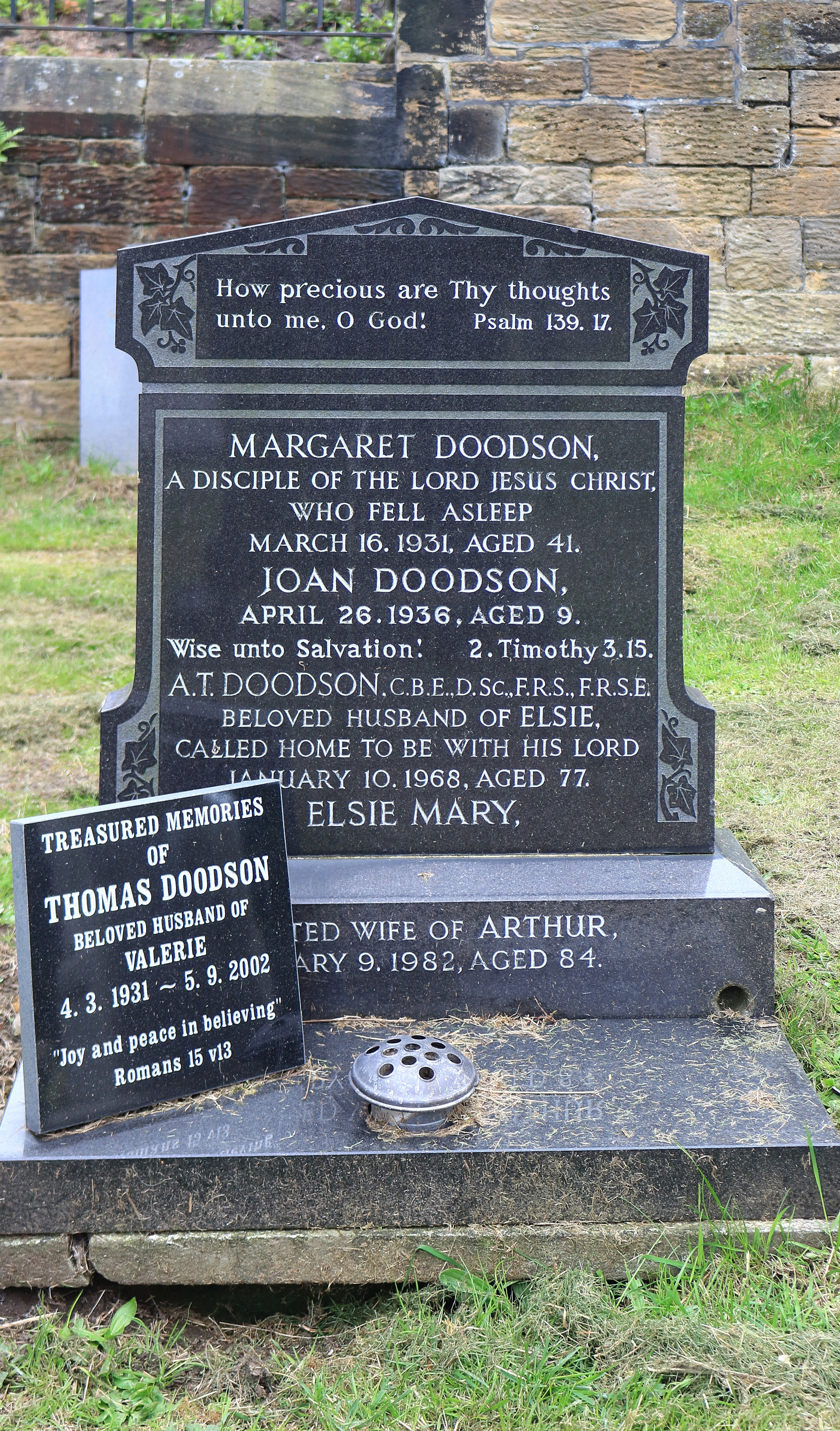
Familiengrab von Arthur Thomas Doodson

## Schriften
- Perturbations of harmonic tidal constants, Proceedings of the Royal Society A, Band 106, 1924, 513
- The Harmonic Development of the Tide-Generating Potential, Proceedings of the Royal Society A, Band 100, 1921, S. 305–329
- Meteorological perturbations of sea levels and tides,  Monthly Notices Royal Astron. Soc., Geophys. Suppl., April 1924
- mit Proudman: On the Tides in an Ocean bounded by two Meridians on a non-rotating Earth, Geophysical J., Band 1, Suppl. S9, 1927, 468–483
- Tides in oceans bounded by meridians II: Diurnal tides, Phil. Trans. Roy. Soc., A, 235, 1935, 290–333, III: semidiurnal tides, Phil. Trans. Roy. Soc., A, Band 237, 1938, S. 311–373
- The analysis of tidal observations, Philosophical Transactions of the Royal, Band 227, 1928, S. 223
- mit H. D. Warburg: Admiralty Manual of Tides, HMSO London 1941, Nachdruck 1973
- J. R. Rossiter, R. H. Corkan, Tidal charts based on coastal data: Irish Sea, Proc. Roy. Soc. Edinburgh, A, Band 64, 1954, S. 90–101
- Oceanic tides, Advances in Geophysics, Band 5, 1958
- Dynamical Oceanography, 2 Bände, Pergamon Press 1960